# Птуша (Великопольське воєводство)
Птуша (пол. Ptusza) — село в Польщі, у гміні Тарнувка Злотовського повіту Великопольського воєводства.
Населення — 235 осіб (2011).
У 1975-1998 роках село належало до Пільського воєводства.

## Демографія
Демографічна структура станом на 31 березня 2011 року:
|          | Загалом | Допрацездатний вік | Працездатний вік | Постпрацездатний вік |
| -------- | ------- | ------------------ | ---------------- | -------------------- |
| Чоловіки | 124     | 29                 | 84               | 11                   |
| Жінки    | 111     | 27                 | 63               | 21                   |
| Разом    | 235     | 56                 | 147              | 32                   |